# Азиатская конфедерация шашек
Азиатская конфедерация шашек (Asian Draughts Confederation - ADC) — федерация шашек в Азии имеет штаб-квартиру в Улан-Баторе, Монголия. Организует Чемпионат Азии по международным шашкам, Чемпионат Азии по шашкам-64 по русским и бразильским шашкам, Чемпионат Азии по турецким шашкам с классическим контролем времени и с укороченным контролем времени — рапид и блиц в различных возрастных категориях. В ADC входят 12 шашечных федераций Азии.

## История
До основания конфедерации были проведены 2 чемпионата Азии в Небит-Даге и в 1999 году в Улан-Баторе. Основана в 2000 году тремя федерациями — Монголии, Узбекистана и Казахстана. Президентом её стал Владимир Птицын. 
Первые чемпионаты проводились только среди мужчин.
С 2007 года проводятся чемпионаты среди юниоров.
В 2010 году стали проводиться среди женщин.
С 2012 года проходят ежегодно в возрастных группах до 8 лет (U8), до 11 лет (U11), до 14 лет (U14), до 17 лет (U17), до 20 лет (U20) и среди взрослых.
В сентябре 2025 года планируется провести первый командный чемпионат Азии.

## Члены
Следующие шашечные ассоциации являются членами ADC:
- Китай
- Тайвань
- Гонконг
- Индия
- Иран
- Казахстан
- Монголия
- Пакистан
- Республика Корея
- Туркменистан
- Узбекистан
- Япония

## Президенты
- Владимир Птицын (Россия), с 2000 по 2002

- Чимеддорж Бат-Эрдене (Монголия) — н/в